# Bean (Kent)
Bean es una parroquia civil y un pueblo del distrito de Dartford, en el condado de Kent (Inglaterra).

## Geografía
Según la Oficina Nacional de Estadística británica, Bean tiene una superficie de 3,38 km².

## Demografía
Según el censo de 2001, Bean tenía 1709 habitantes (48,62% varones, 51,38% mujeres) y una densidad de población de 505,62 hab/km². El 22,29% eran menores de 16 años, el 74,49% tenían entre 16 y 74 y el 3,22% eran mayores de 74. La media de edad era de 36,53 años. Del total de habitantes con 16 o más años, el 27,41% estaban solteros, el 57,38% casados y el 15,21% divorciados o viudos.
El 96,02% de los habitantes eran originarios del Reino Unido. El resto de países europeos englobaban al 1,29% de la población, mientras que el 2,69% había nacido en cualquier otro lugar. Según su grupo étnico, el 96,84% eran blancos, el 1,17% mestizos, el 0,82% asiáticos, el 0,53% negros, el 0,47% chinos y el 0,18% de cualquier otro. El cristianismo era profesado por el 77,92%, el budismo por el 0,18%, el hinduismo por el 0,29%, el judaísmo por el 0,18%, el islam por el 0,47% y cualquier otra religión, salvo el sijismo, por el 0,18%. El 14,25% no eran religiosos y el 6,54% no marcaron ninguna opción en el censo.
885 habitantes eran económicamente activos, 852 de ellos (96,27%) empleados y 33 (3,73%) desempleados. Había 648 hogares con residentes y 8 vacíos.